# Frontière entre la Bulgarie et la Roumanie
La frontière entre la Bulgarie et la Roumanie limite la Bulgarie et la Roumanie sur une longueur totale de 631,3 km dont 470 km correspondent au talweg du Danube, 139,1 km forment une frontière terrestre entre le Danube (sortie est de la ville de Silistra) et la mer Noire (entre les villages bulgare de Durankulak et roumain de Vama Veche) et 22,2 km une frontière maritime (eaux territoriales).
Son tracé actuel a été établi par une commission internationale en 1878 lors de l'indépendance de la Bulgarie et de la Roumanie. La partie terrestre traverse une zone qui était à majorité encore musulmane à l'époque (turque et tatare), et forme des coudes en fonction des poches linguistiques des minorités chrétiennes de ce temps (roumaine au nord, bulgare au sud).
Ce parcours terrestre a été modifié quatre fois, en 1913 (annexion par la Roumanie de la Dobroudja du Sud), en 1918 (première restitution, et annexion bulgare d'une partie de la Dobroudja du Nord), en 1919 (retour au tracé de 1913) et en 1940 (seconde restitution définitive de la Dobroudja du Sud à la Bulgarie).
La frontière actuelle suit donc, depuis 1940, le parcours initial de 1878.